# Убице мог оца (7. сезона)
Седма сезона криминалистичке телевизијске серије Убице мог оца је емитована од 5. априла до 18 маја 2025. године. Седма сезона садржи 14 епизода.

## Радња
Смрт министра полиције Предрага Марјановића мења животе главних јунака и доноси у њихов живот новог директора полиције и колегу Звездана.
Истрага о пуцњави на Марјановића је за њих приоритет али паралелно након проналаска леша непознате девојке, крећу у нову истрагу. Убијена девојка је била елитна проститутка али иза њене смрти крије се нешто много страшније. Амбициозни Звездан схвата то као велику прилику за себе и даље напредовање у каријери али ствари неће ићи баш тако лако.
Александар Јаковљевић напокон успева да среди живот и кад му се учини да демона више нема, они се опет појављују. И ту неће бити крај губитака блиских људи у његовом животу.

## Улоге

### Главне
- Вук Костић као Александар Јаковљевић
- Марко Јанкетић као Мирко Павловић
- Радивоје Буквић као Звездан Грозданић
- Нина Јанковић Дичић као Јелена
- Миодраг Радоњић као Зоран Јанкетић
- Славиша Чуровић као Мишко
- Марко Васиљевић као Горан Драгојевић
- Славко Штимац као Сава

### Епизодне
- Иван Заблаћански као инспектор Влада Петровић
- Слобода Мићаловић као Дуња Дедовић
- Марко Гверо као инспектор Витко Белић
- Пеђа Марјановић као Невен Мирковић
- Ивана Дудић као Миланка
- Јована Стипић као Маријана (Мадам)
- Тихомир Станић као Предраг Марјановић
- Мирјана Карановић као Загорка Обрадовић
- Младен Совиљ као Михајло Обрадовић
- Исидора Грађанин као Тања
- Аница Добра као Рада Антонијевић
- Иван Ђорђевић као Веселин Бајовић
- Арсеније Арсић као Бошко Качаревић
- Наташа Балог као заступница Илић
- Андрија Прстић као Миодраг Дедовић
- Коста Јањић као Александар Јаковљевић мл.
- Дана Полетан као Љубица Милојковић "Лоли Дубаји"
- Предраг Котур као тип
- Ивана Панзаловић као секретарица Сандра
- Оливера Викторовић као радница у продавници
- Милица Јанкетић као Портпаролка полиције (Сара)
- Ивана Николић као Драгана Павловић
- Никола Шурбановић као Дамир Хајдуковић
- Велимир Бланић као стражар Дима
- Филип Хајдуковић као келнер Бојан Башић
- Јован Савић као министар привреде Савић
- Раде Марјановић као хирург Симић
- Бранко Јеринић као монах
- Јована Стевић као новинарка Даница
- Андријана Ђорђевић као Стеванија Јевтић
- Михаило Лаптошевић као стражар Моца
- Јаков Јевтовић као Бранко Реџић Баџо
- Душан Ковачевић као др. Ведран Шуклетовић
- Горан Јокић као Томо
- Борко Сарић као Драган Лацковић "Лаца Фаца"
- Зинаида Дедакин као куварица
- Дафина Достанић као новинарка Дафина
- Александра Аризановић као затвореница
- Ана Франић као командирица Мирјана Кукић
- Миленко Павлов као сиромашни човек
- Иван Томашевић као Вељко
- Албин Салиховић као поштар
- Љубиша Ристовић као Мирослав
- Сања Ристић Крајнов као Цуца
- Немања Рафаиловић као адвокат Дринић
- Младен Кнежевић као полицајац Грбић
- Андрија Шушић као полицајац Милић
- Марко Недељковић као полицајац Ђукић
- Радиша Рок као Марко Цигла
- Саша Али као Стево
- Константин Јовановић као Лацин син
- Реља Јанковић као др. Раша
- Весна Станојевић као Јованка
- Романа Царан као социјална радница
- Милица Јанковић као жена у манастиру
- Милица Петровић као наставница
- Божо Елезовић као момак у црном
- Вукан Комненовић као Милош
- Радоје Чанчаревић Цане као полицајац
- Весна Динић као министрова жена
- Надежда Костић као медицинска сестра
- Хаџи Ивана Стефановић као келнерица у Радмиловцу
- Милош Јевросимовић као новинар
- Здравко Јовановић као Француз

### Ликови изДржавног службеника
- Даница Радуловић као техничарка Савић

## Епизоде
| Бр. у серији | Бр. у сезони | Назив          | Редитељ                        | Сценариста      | Премијерно емитовање |
| --- | ------------ | -------------- | ------------------------------ | --------------- | -------------------- |
| 68 | 1            | „Епизода 7.1”  | Милош Кодемо и Милош Радуновић | Наташа Дракулић | 5. април 2025.       |
| Пошто је министар полиције Предраг Марјановић убијен под неразјашњеним околностима, цела полицијска управа је у ванредном стању. Александар и Мирко одмах започињу истрагу, суочавајући се са бројним притисцима и нејасним мотивима иза атентата. Истовремено, долазак новог директора полиције уноси додатну напетост међу инспекторима, док се амбициозни новајлија Звездан труди да се докаже у новом окружењу. Док истражују убиство министра, Александар и Мирко добијају нови случај - пронађено је тело непознате девојке у напуштеном објекту на периферији града. Први трагови указују да је била елитна проститутка, али убрзо постаје јасно да иза њеног убиства стоји много дубља и опаснија прича. Док Александар покушава да пронађе баланс између посла и приватног живота, духови прошлости га поново сустижу, наговештавајући да се његовим мукама још увек не назире крај. |              |                |                                |                 |                      |
| 69 | 2            | „Епизода 7.2”  | Милош Кодемо и Милош Радуновић | Наташа Дракулић | 6. април 2025.       |
| Сава обавештава Александра о детаљима смрти убијене девојке и то мења све. Време је да се укључи и Интерпол. Зоран је свестан да би ово могла да буде најважнија истрага српске полиције икад. |              |                |                                |                 |                      |
| 70 | 3            | „Епизода 7.3”  | Милош Кодемо и Милош Радуновић | Наташа Дракулић | 12. април 2025.      |
| Мадам уводи Стеванију у посао. На рутинској изјави за штампу ствари се не одвијају добро по полицију. У затвору у Пожаревцу нападају Обрадовићку. Зоран сазива хитан састанак око истраге трговине органима. |              |                |                                |                 |                      |
| 71 | 4            | „Епизода 7.4”  | Милош Кодемо и Милош Радуновић | Наташа Дракулић | 13. април 2025.      |
| Александар наставља своју истрагу трговине органима и напокон долази до првог чврстог трага. Звездан и даље не сумња у понашање својих запослених до једног тренутка. |              |                |                                |                 |                      |
| 72 | 5            | „Епизода 7.5”  | Милош Кодемо и Милош Радуновић | Наташа Дракулић | 19. април 2025.      |
| Александар је збуњен сусретом са Јеленом после толико времена. Полиција сазива медије због убијеног власника сплава. Горан се бави том истрагом, не слутећи да је Звездану постао сумњив. Почињу и испитивања. |              |                |                                |                 |                      |
| 73 | 6            | „Епизода 7.6”  | Милош Кодемо и Милош Радуновић | Наташа Дракулић | 20. април 2025.      |
| Доктори оклевају у сарадњи са полицијом не желећи да угрозе ширење мреже давалаца, али Мирко нема много милости. Техничка служба успева да поврати број нестале девојке. Зоран и даље игра игру са Звезданом.Ова епизода је унакрсна са Државним службеником. |              |                |                                |                 |                      |
| 74 | 7            | „Епизода 7.7”  | Милош Кодемо и Милош Радуновић | Наташа Дракулић | 26. април 2025.      |
| Горан схвата да у њихову игру мора да укључи и Мишка, али исте планове има и Звездан. Александар истражује клуб где се нестала девојка последњи пут пријавила. Дуња добија нови, тешки задатак. |              |                |                                |                 |                      |
| 75 | 8            | „Епизода 7.8”  | Милош Кодемо и Милош Радуновић | Наташа Дракулић | 27. април 2025.      |
| Дуња само мисли о ономе што јој је др. Раша рекао. Александар и Витко почињу са испитивањем запослених у клубу. Истрази се прикључује и растурено одељење наркотика на челу са Гораном и Владом. Јелена отвара срце Александру, али је он хладан према њој. |              |                |                                |                 |                      |
| 76 | 9            | „Епизода 7.9”  | Милош Кодемо и Милош Радуновић | Наташа Дракулић | 3. мај 2025.         |
| Ново убиство. Горан касни на увиђај што доводи до сукоба са Звезданом. Дуња на сваки могући начин покушава да допре до Стеваније, али она из страха ћути о томе шта јој се десило. Упоредо са том, Дуња је наложила и инспекторима да утврде њен идентитет. Јелену јако збуњује однос Мирка и Александра. |              |                |                                |                 |                      |
| 77 | 10           | „Епизода 7.10” | Милош Кодемо и Милош Радуновић | Наташа Дракулић | 4. мај 2025.         |
| Мирко покушава да преузме контролу над истрагом трговине органима, али мало шта му полази за руком. Радница из маркета је видела вести о Љубичином нестанку. Александар примећује Дуњину хладноћу према њему. |              |                |                                |                 |                      |
| 78 | 11           | „Епизода 7.11” | Милош Кодемо и Милош Радуновић | Наташа Дракулић | 10. мај 2025.        |
| Звездан са собом доноси нове тајне и афере из којих се неће тако лако извући. Девојка чији је нестанак уздрмао све тишином покушава да сакрије истину о ноћи која је променила све. Оно што је она видела могло би да сруши читав систем. Да ли је Александар пронашао напокон свој мир или му и овог пута савест не да мира? |              |                |                                |                 |                      |
| 79 | 12           | „Епизода 7.12” | Милош Кодемо и Милош Радуновић | Наташа Дракулић | 11. мај 2025.        |
| Александар је одлучио да неке ствари прећути како би купио време и мир, али тајне се не могу дуго сакрити. Док покушава да заштити оно што му је најважније, истина му клизи из руку. И док истрага убијене девојке и даље траје, маске полако падају. |              |                |                                |                 |                      |
| 80 | 13           | „Епизода 7.13” | Милош Кодемо и Милош Радуновић | Наташа Дракулић | 17. мај 2025.        |
| Инспектор Јаковљевић све је ближи истини, али што дубље улази у случај, то су сумње веће. Његова потрага више није само са убицом, већ и за онима који су годинама ћутали. Симоновића притиска прошлост коју не може више да сакрије. Да ли ће истина коју носи са собом коначно испливати - или ће се још једном сакрити компромиси? А када су се у игру укључили људи који немају шта да изгубе - правда опасно личи на освету! |              |                |                                |                 |                      |
| 81 | 14           | „Епизода 7.14” | Милош Кодемо и Милош Радуновић | Наташа Дракулић | 18. мај 2025.        |
| Све што је скривано, испливало је на површину. Дугогодишње истраге, личне сумње, издаје и опасне игре долазе до врхунца. Ко је све време био корак испред? Ко је манипулисао истином? И најважније - ко је заиста убица? |              |                |                                |                 |                      |

## Филмска екипа
- Режија: Милош Кодемо и Милош Радуновић
- Сценарио: Наташа Дракулић
- Продуценти: Предраг Гага Антонијевић
 Макса Ћатовић
- Извршни продуцент: Петар Вукашиновић 
 Сара Маринковић
- Директор серије: Бранкица Ралић Срећковић
- Директор Фотографије: Алекса Радуновић
- Монтажа: Филип Дедић
- Композитор: Александра Ковач
 Роман Горшек
- Костим: Ана Мићковић
- Сценографија: Ивана Ловре 
Драгана Милићевић
- Помоћник режије: Јована Аврамовић
- Продукција: Телеком Србија 
 Извршна продукција Данделион продакшн 
Филм данас